# Мередит, Джеймс (правозащитник)

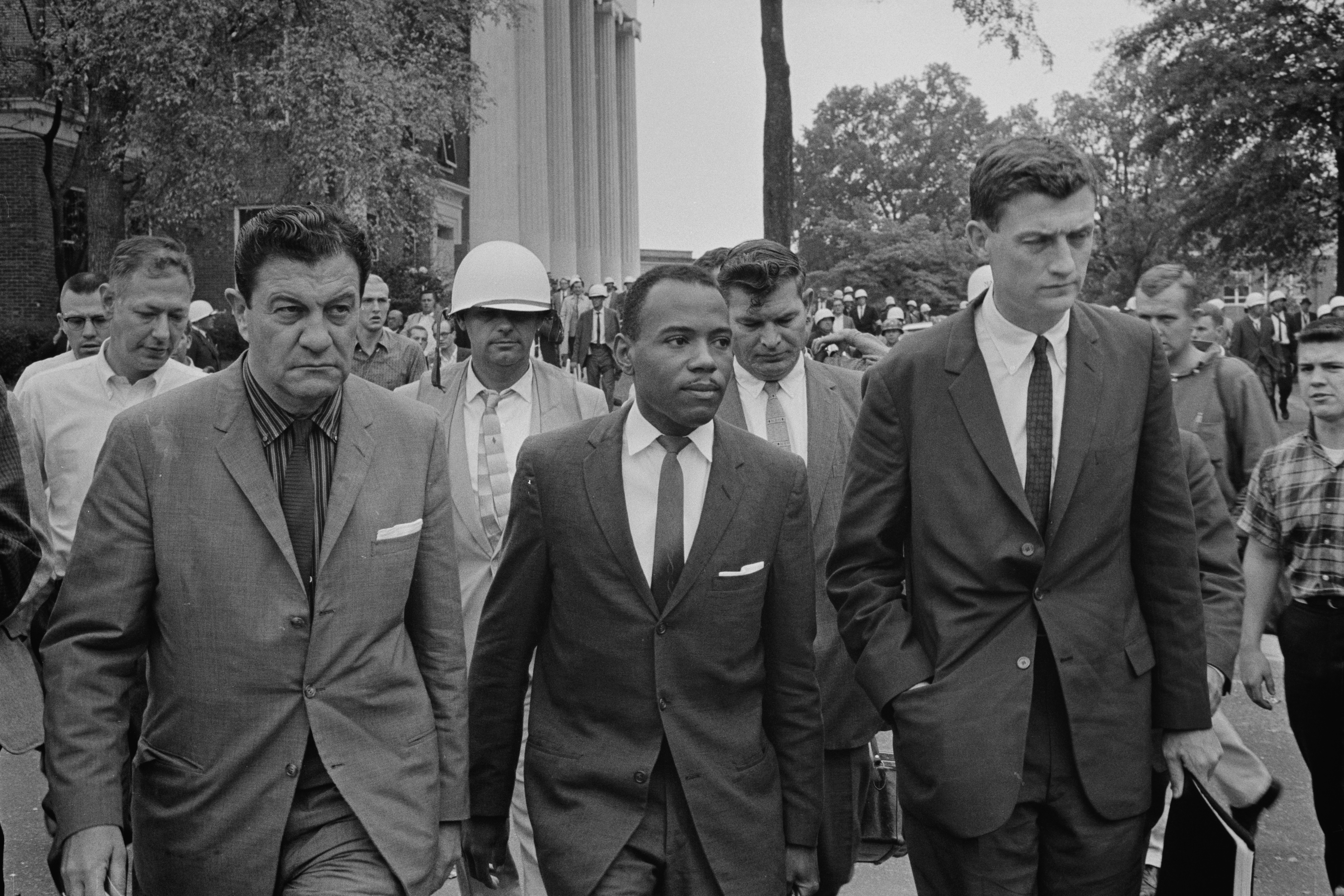
Джеймс Мередит в сопровождении федеральных маршалов

Джеймс Хо́вард Ме́редит (англ. James Howard Meredith, 25 июня 1933, Косцюшко) — один из лидеров американского движения за гражданские права чернокожих. Первый студент-афроамериканец в Миссисипском университете.

## Биография
Мередит, родившийся в негритянской семье, также имеет предков из индейского племени чокто. С 1950 по 1961 год он служил в ВВС США. Далее два года посещал Джэксонский государственный колледж, где учились только чернокожие студенты. Во время учёбы близко общался с Медгаром Эверсом — секретарём Фонда юридической защиты и образования цветного населения (en:NAACP Legal Defense and Educational Fund).
Для продолжения обучения Мередит решил поступить в Миссисипский университет. Администрация несколько раз отказывала ему в зачислении, поэтому с помощью организации Эверса он подал иск к университету. Дело Мередита дошло до Верховного суда США, который в 1962 году принял решение о его немедленном зачислении. Такому исходу дела воспротивился губернатор Миссисипи Росс Барнет и расистски настроенная часть жителей штата. Протестующие собрались в студенческом городке. Решение вопроса потребовало вмешательства федерального правительства в лице президента Джона Ф. Кеннеди и генерального прокурора Роберта Ф. Кеннеди. 30 сентября Джеймс Мередит появился в университете в сопровождении федеральных маршалов. Для полного урегулирования ситуации в Миссисипи были направлены несколько тысяч солдат федеральной армии. Во время беспорядков погибли два человека, 375 человек были ранены и около 200 арестованы. Некоторое количество военнослужащих оставались для охраны Мередита до его выпуска.
Несмотря на враждебное отношение со стороны студентов в августе 1963 года Мередит выпустился из университета со степенью по политологии. В 1966 году он обучался в Ибаданском университете, а позднее получил степень бакалавра права в Колумбийском университете. Также 5 июня 1966 года он начал «Марш против страха» (en:March Against Fear), призванный побудить чернокожих американцев активнее участвовать в политической жизни и выборах. Марш стартовал в Мемфисе, а закончиться должен был в Джэксоне, его длина составляла 220 миль. Вскоре после начала марша Мередит стал жертвой покушения, получив три ранения — в голову, плечо и ногу — которые оказались несмертельными. Шествие продолжилось под руководством таких известных правозащитников, как Мартин Лютер Кинг, Стокли Кармайкл и других. Оправившись от ранений, Мередит смог присоединиться к маршу за день до его окончания, которое произошло 26 июня.
В 2002 году в Миссисипском университете отмечалась сорокалетняя годовщина поступления Джеймса Мередита в это учебное заведение. А в 2006 году в университете была установлена его статуя. Однако сам Мередит в 2012 году негативно высказался по поводу увековечивания памяти событий 1962 года:

Знаете, в Миссисипском университете я получил степень по политологии, истории и французскому языку. Я никогда не слышал о французе, отмечающем Ватерлоо. Они не только меня не пускали … Они никогда не пускали никого из моей расы до меня, и я должен это отмечать?
Оригинальный текст (англ.)You know, I got a degree from Ole Miss in political science, history and French. I ain't never heard of a Frenchman celebrating Waterloo. They not only kept me out … they kept all of my blood before me out forever, and I'm supposed to celebrate that?

|                            |
| Фотопортрет Мередита, 2007 |